# Dehydrogenering
Dehydrogenering er en oxidationsproces, hvor hydrogenatomer fjernes fra en organisk forbindelse. Den måde celler oxiderer et stof foregår ved dehydrogenering. Der fjernes to hydrogenatomer – dette er ofte kombineret med addition af H2O. De enzymer, der fjerner 2H-atomer fra et organisk stof, er dehydrogenaser.
| Kemi | Spire Denne artikel om kemi er en spire som bør udbygges. Du er velkommen til at hjælpe Wikipedia ved at udvide den. |